# Puchar Świata w Zapasach 2009
Zawody Pucharu Świata w 2009 roku
- w stylu klasycznym rywalizowano pomiędzy 20–21 lutego w Clermont-Ferrand we Francji,
- w stylu wolnym w dniach 7 i 8 marca w Teheranie w Iranie,
- a kobiety wystąpiły w Taiyuanie w Chinach w dniach 21-22 marca.

## Styl klasyczny

### Ostateczna kolejność drużynowa
| Poz. | Państwo     |
| ---- | ----------- |
|      | Rosja       |
|      | Francja     |
|      | Armenia     |
| 4.   | Kuba        |
| 5.   | Kazachstan  |
| 6.   | Węgry       |
| 7.   | Chiny       |
| 8.   | Azerbejdżan |

### I-VIII
| Waga   |                     |                    |                      | 4                                | 5                  | 6                    | 7                   | 8                |
| ------ | ------------------- | ------------------ | -------------------- | -------------------------------- | ------------------ | -------------------- | ------------------- | ---------------- |
| 55 kg  | Biekchan Mankijew   | Li Shujin          | Marat Garipow        | Shavigh Gevorgyan                | Yagnier Hernández  | Rövşən Bayramov      | Elçin Əliyev        | Gábor Molnár     |
| 60 kg  | Isłambiek Albijew   | Faud Aliev         | Nurbakyt Tengyzbajew | Tarik Belmadani                  | Artak Harutiunian  | Maikel Anache Lamoth | Zhen Xie            | Krisztián Jäger  |
| 66 kg  | Darchan Bajachmetow | Siejran Simonian   | Rəsul Çunayev        | Ambako Waczadze Chosrow Melikjan | ----               | Bálint Korpási       | Steeve Guénot       | Qiao Huameng     |
| 74 kg  | Alain Hassli        | Rafiq Hüseynov     | Arsen Dżulfalakian   | Roman Mieloszyn                  | Chang Yongxiang    | Jorgisbell Álvarez   | Rusłan Biełchorojew | Péter Bácsi      |
| 84 kg  | Aleksiej Miszyn     | Mélonin Noumonvi   | Zoltán Fodor         | Artur Szahinian                  | Pablo Shorey       | Wang Gang            | Oleg Szokałow       | Andriej Samochin |
| 96 kg  | Asłanbiek Chusztow  | Margułan Äsembekow | Armen Geghamian      | Yasmany Lugo                     | Jiang Huachen      | Mathieu Lorentz      | Balázs Kiss         | Dienis Miszyn    |
| 120 kg | Mijaín López        | Jurij Patrikiejew  | Yannick Szczepaniak  | Aleksandr Anuczin                | Mihály Deák-Bárdos | Liu Deli             | Giennadij Laszenko  | Jalal Bahadurov  |

### IX-XI
| Waga   | 9                 | 10               |
| ------ | ----------------- | ---------------- |
| 55 kg  | Jonathan Lemaire  | Tarik Bougherira |
| 60 kg  | Sébastien Hidalgo | ----             |
| 66 kg  | Alexander Casal   | Sasun Ghambaryan |
| 74 kg  | Aleksiej Iwanow   | ----             |
| 84 kg  | Szalwa Gadabadze  | ----             |
| 96 kg  | ----              | ----             |
| 120 kg | ----              | ----             |

## Styl wolny

### Ostateczna kolejność drużynowa
| Poz. | Państwo     |
| ---- | ----------- |
|      | Azerbejdżan |
|      | Iran        |
|      | Rosja       |
| 4.   | Kazachstan  |
| 5.   | Ukraina     |
| 6.   | Gruzja      |
| 7.   | Kuba        |
| 8.   | Uzbekistan  |

## styl wolny kobiet

### Ostateczna kolejność drużynowa
| Poz. | Państwo           |
| ---- | ----------------- |
|      | Chiny             |
|      | Kanada            |
|      | Japonia           |
| 4.   | Ukraina           |
| 5.   | Stany Zjednoczone |
| 6.   | Rosja             |
| 7.   | Mongolia          |
| 8.   | Białoruś          |